# El Amo de los Robots
El Amo de los Robots (The Bots Master en inglés y Le Maître des Bots en francés) es una serie de dibujos animados de 1993 de Francia, América y Canadá, producida por Jean Chalopin en Francia a través de su empresa Créativité et Développement (o conocida por sus siglas "C&D") y por Saban International. En total se realizaron 40 episodios, cada uno con un segmento 3D especial y títulos. La serie fue coproducida por Avi Arad y sus asociados. El programa también contó con su propia línea de juguetes.

## Resumen
En el año 2025 d. C. los robots se han vuelto comunes, realizando tareas serviles y trabajando en la industria. Por eso, el mundo puede agradecerle al joven ingeniero robótico genio Ziv "ZZ" Zulander y la Robotic Megafact Corporation (también conocida como RM Corp) para la que trabaja. La creación de la "serie de robots 3A" de Ziv revolucionó al mundo y su aplicación de la robótica. Sin embargo, Sir Lewis Leon Paradim (alias "LLP", presidente de RM Corp) no está satisfecho de ser uno de los hombres más ricos del mundo; él desea dominar el mundo. Con sus asistentes Lady Frenzy y el Dr. Hiss, LLP planea tomar el control del planeta a través de un golpe de Estado, usando los mismos robots 3A que ZZ había inventado para beneficiar a la humanidad. El Dr. Hiss crea un nuevo chip, llamado el "Krang Chip", que puede usarse para anular cualquier robot de la serie 3A para que obedezcan exclusivamente las órdenes de RM Corp. ZZ se entera del malvado plan de LLP y decide desertar de la compañía, con la intención de detener la fabricación y distribución continua de los chips Krang.
LLP y sus cohortes originalmente buscan capturar a ZZ e intentar convencerlo de que cambie de bando, pero ZZ se niega. Utilizando a los B.O.Y.Z.Z. (Brain Operated Young Zygoetopic Zoids) sus creaciones robóticas con A.I. Zulander organiza una guerra robótica contra los robots militares de RM Corp. Poco después de escapar de RM Corp, ZZ rescata a su hermana Blitzy Zulander y traslada su hogar y sus operaciones literalmente bajo tierra para evitar ser detectado por el enemigo. Tras asegurar su base de operaciones, ZZ y sus B.O.Y.Z.Z. comienzan su campaña privada contra RM Corp.
ZZ había instalado en secreto un sistema especial, llamado "mirrors", lo que le permite monitorear RM Corp desde la PC de la oficina de Lady Frenzy, utilizando esa información para sabotear los planes de RM Corp. Durante los intentos de frustrar la entrega y producción de los Krang Chip, ZZ y sus B.O.Y.Z.Z. son incriminados en una serie de informes falsos de los medios sobre sus actividades deshonestas para poner a la opinión pública en su contra, y desacreditar sus heroicos esfuerzos haciéndolos ver como actividades terroristas.
Durante la segunda mitad de la serie, LLP comienza su campaña para postularse como Presidente del Mundo.

## Personajes

### Humanos

#### Los hermanos Zulander
- Ziv "ZZ" Zulander

“El amo de los robots” que da nombre a la serie, un luchador por la libertad y el líder creador de la Brigada Boyzz. Ziv trabajaba anteriormente para RM Corp, donde desarrolló robots hasta que descubrió lo que la empresa planeaba hacer en secreto con ellos. Un maestro del disfraz y un excelente imitador, así como un luchador capaz. Tiene una serie de dispositivos tecnológicos integrados en su traje de combate: botas antigravedad y un rayo paralizador en su antebrazo izquierdo, pero carece de la energía de la batería para un uso sostenido. Es algo así como un hombre de damas. Aparentemente capaz de tocar guitarra solista y cantar —o sincronizar sus de dedos y labios de manera convincente— disfrazado de estrella de rock como se ve en el episodio Rock the Corp. Trata de evitar bajas civiles y, por lo tanto, tiende a planificar incursiones de comandos en lugar de combates directos a medida que avanza la serie. Como rasgo familiar, el episodio Flowers for ZZ reveló que Ziv tiene una reacción alérgica letal al polen, particularmente de los cactus. Está enamorado de Lady Frenzy a pesar de sus intentos de envenenarlo. Tanto él como su hermana Blitzy son originarios de Santa Marta, una ciudad asentada en una fábrica aparentemente a cierta distancia de Mega City (según se vio en el episodio ZZ Come Back). Es uno de los dos únicos personajes que aparece en los cuarenta episodios de la serie, el otro es su hermana Blitzy.
- Blitzy "Blitz" Zulander

La impulsiva hermana de Ziv de 10 años. Ella trata de ayudar a su hermano mayor en sus misiones, a menudo en la capacidad de soportar el fuego. Aunque no es una creadora tan talentosa como ZZ, es capaz de ensamblar el robot modular Jungle Fiver con la ayuda de Genesix. Es capaz de conducir pero prefiere volar el jet VAF con su artillería más pesada. Blitzy tiende a resolver problemas tácticos por impulso, usando la fuerza en lugar de la astucia, por lo general, para cuando es necesario que ella actúe, la situación hace que la astucia sea ineficaz. Ella comparte la alergia letal de ZZ a cierto polen del cactus. Es el único personaje además de ZZ que aparece en los cuarenta episodios de la serie.

### RM Corp
- Sir Lewis Leon Paradim

El principal antagonista de la serie. Sir Lewis Leon Paradim (o LLP para abreviar) es el CEO calvo de RM Corp que promete conquistar el mundo a través de sus Krang Chips en la primera mitad de la serie, luego busca convertirse en presidente mundial en la segunda mitad, todo mientras intenta desacreditar y destruir los heroicos esfuerzos de ZZ. En el episodio Rock the Corp fue lo suficientemente astuto como para enviar a un duplicado robot de sí mismo equipado con una bomba a su propia celebración de cumpleaños, anticipando que ZZ estará allí. LLP también tiene habilidades de lucha considerables en el episodio A Tale of Two Paradigms, donde se las arregla para defenderse de Ninjzz a puñetazos y lo arroja al suelo.
- Dr. Hiss

El científico loco cyborg residente de RM Corp que habla con un ceceo, y el principal creador de los robots para la corporación. Su fe en dichos robots es alta, y aunque se destruyen regularmente, en el episodio You Can Bank On It se pone visiblemente desmotivado al enterarse de que los 3A equipados con el chip Krang pueden ser pirateados. Hiss tiene un odio personal por ZZ, generalmente intenta matarlo directamente con una potencia de fuego abrumadora (pero se detiene cuando hay testigos de los medios cerca, como se vio en el episodio Lost). Hiss a menudo se involucra personalmente en batallas, a pesar de eso, la Brigada Boyzz intenta evitar herirlo. Su nombre y personalidad podrían ser referencias al político nazi Rudolf Hess.
- Lady Frenzy

La segunda al mando de Paradim quien tiene sentimientos románticos por ZZ, que a veces entran en conflicto con su lealtad a LLP y la corporación. Ella no comparte la confianza del Dr. Hiss en los robots de RM Corp, y, por lo tanto, generalmente intentará negociar o amenazar antes de recurrir a la violencia. Como corresponde a su posición, ella tiene una mente mucho más fría que Hiss.

### Robots

#### La Boyzz Brigade
La forma abreviada de "Brain Operated Young Zygoetopic Zoids", estos robots son aliados de ZZ contra RM Corp.
- Los Street Boyzz
Un dúo de combatientes de primera línea que se desempeñan como trabajadores de la construcción y usan sus herramientas de construcción como armas. Los Street Boyzz se consideran hermanos y están equipados con patines enrollables para un movimiento rápido.

- Jammerzz
Tiene un martillo neumático grande en un brazo, que termina en un cañón láser doble en el hombro. Le gusta golpear a sus oponentes con su martillo neumático y ocasionalmente habla rimando al ritmo de rap.

- Toolzz
Usa una llave inglesa y un taladro como armas, a menudo desmantelando a sus adversarios en lugar de destruirlos. También tiene un pequeño cañón láser en el brazo y no le gustan las alturas.

- Los Sports Boyzz
Otro equipo de combatientes de primera línea que usan instrumentos deportivos como armas. Utilizan sus habilidades deportivas para arrojar, golpear, patear, conducir, aplastar y lanzar explosivos tipo pelota deportiva a sus enemigos.

- All Ball
El líder de los Sports Boyzz, ha demostrado experiencia en voleibol y fútbol. Su diseño de cuerpo ancho, aunque efectivo, le da un estilo de carrera cómico.

- Batzz
Experto en béisbol, y como tal, lleva un bate. Es el más humanoide de los Sports Boyzz en apariencia. Batzz tuvo la experiencia poco envidiable de chocar contra una lámpara de béisbol en el episodio Lost y perdió brevemente su memoria.

- Bogey
Experto en golf. Su único brazo es un palo de golf. Al pilotar un vehículo, como un componente de Jungle Fiver, proyecta rayos de sus ojos para hacerlo.

- Ace
Experto en tenis, y como tal, tiene un brazo de raqueta. En consecuencia, pilotea con una mano y es el único de los Sport Boyzz equipado con un láser.

- Los Science Boyzz
Dos robots científicos que se desempeñan como el dúo de investigación y desarrollo del grupo. Se mantienen fuera de combate en su mayor parte, excepto en emergencias, y generalmente solo salen de la base para fines de inteligencia o reconocimiento. A veces se les pide que piloteen a Jungle Fiver cuando los Sports Boyzz o los Street Boyzz no pueden hacerlo.

- D'Nerd
Un gran banco de datos, su cabeza es un monitor de computadora. D'Nerd fue ocasionalmente traído al campo por su capacidad. A menudo responde a las declaraciones con las definiciones de palabras del diccionario. Cometió un error notable en el episodio This Land Is My Land cuando se olvidó de poner una película en una cámara antes de tomar un video importante e incriminatorio. Una vez fue capturado y llevado ante LLP, quien lo descartó como un diccionario parlante.

- Genesix
El ingeniero de la Boyzz Brigade, crea y construye la mayoría de los nuevos vehículos y otras cosas para ZZ. Genesix fue el prototipo original de los Boyzz y su nombre es un juego de palabras con la palabra "génesis".

- Watzon
El médico del equipo con un ingenio seco. Realiza reparaciones a los Boyzz, y administra ayuda médica a humanos donde se requiera. Sorprendentemente valiente para su propósito previsto, en el episodio Flowers For ZZ arrastró a Cook a una peligrosa misión para salvar las vidas de Ziv y Blitzy mientras los otros Boyzz estaban paralizados sin liderazgo.

- Otros Boyzz (robots independientes)
Estos robots no están agrupados como los demás.

- Cook el Boyzz de cocina
Un robot cocinero que generalmente se queda en la base y cocina para los Zulanders.

- Ninjzz el Boyzz ninja
Un robot ninja que es el primer Boyzz fabricado durante la serie y el único en ser construido específicamente para el combate. ZZ modeló el cerebro electrónico de Ninjzz en base a los mejores artistas marciales de la Tierra, haciendo que Ninjzz sea formidable en el combate cuerpo a cuerpo. Prefiere pelear con su espada o nunchaku, pero a veces usa una pistola láser de mano. En el episodio Flowers for ZZ, asumió el liderazgo de los Boyzz mientras ZZ y Blitzy estaban incapacitados.

- Momzz el Boyzz mamá
Ella solo estuvo presente en un episodio cuando Genesix sintió que ZZ y Blitzy necesitaban una madre. Fue destruida durante una carrera suicida para salvar a todos los demás.

- Las Talking Heads
Las Cabezas parlantes (o "T-Heads" por su abreviación en inglés) son un grupo de cabezas de robot que permanecen ubicadas en un estante en la casa de ZZ. Por lo general, solo comentan sobre lo que sucede pero en ocasiones se ponen a trabajar ayudando a los otros Boyzz como en el episodio Flowers for ZZ. A pesar de que son en su mayoría inmóviles (solo pueden voltearse), sus posiciones en el estante se reorganizan de un episodio a otro. Individualmente se las conoce como:

- T1: Una cabeza de robot verde con aletas.
- T2: Una cabeza de robot rosa que se ríe mucho.
- T3: Una cabeza de robot rectangular de color púrpura.
- T4: Una cabeza de robot verde con tallo ocular.
- T5: Una cabeza de robot de color dorado.

- Birden y Freehand
Estos robots ayudan al equipo actuando como señuelos contra los robots de seguridad de RM Corp. Birden es un pájaro robot construido por Genesix, pero estaba demasiado ocupado para construir un sistema de navegación preciso lo cual causa que Birden vuele al azar provocando estragos. Freehand es básicamente un brazo unido a un rotor que vuela alrededor de la casa de ZZ, generalmente promulgando tareas para las Talking Heads.

- Jungle Fiver
El arma más poderosa de la Boyzz Brigade. Son un grupo de cinco vehículos que pueden transformarse en robots y también se unen en una máquina de lucha robótica gigante fuertemente armada. Generalmente se considera que es el único elemento de la Boyzz Brigade principalmente bajo el mando de Blitzy, mientras que ZZ toma el mando del resto de la brigada. Los vehículos individuales y Jungle Fiver parecen tener algún tipo de piloto automático, pero generalmente (y más a medida que avanzaba la serie) son piloteados por los Boyzz o los Zulanders. Jungle Fiver generalmente ataca a los "robots monstruosos" de la corporación y es tratado como una "carta del triunfo" por la Boyzz Brigade. La unión en sí está protegida por contraseña en cierto punto (que era 'calabacín' como se vio en el episodio Flowers for ZZ), posiblemente en relación con el grito de Blitzy "Jungle Fiver, Combine!" lo que hace que se combinen. El nombre es un juego de palabras con la frase "jungle fever” (fiebre de la selva en español). Jungle Fiver se actualiza más adelante en la serie para ser capaz de viajar por el espacio translunar, pero por lo demás es capaz de emprender vuelo atmosférico. Su mayor debilidad es su tamaño combinado: en el episodio Lost el radar civil del aeropuerto pudo detectarlo fácilmente.

- Half Bot: Un robot tipo cuatrimoto.
- Jet Bot: Un robot tipo jet.
- Tank Bot: Un robot tipo tanque.
- Heli Bot: Un robot tipo helicóptero.
- Hover Bot: Un robot tipo aerodeslizador.

La Boyzz Brigade también tiene otros vehículos, incluyendo un "topo" excavador, un submarino sigiloso (invisible al radar o sonar, pero visualmente identificable), y el Splitvan (una camioneta que puede dividirse en múltiples vehículos más pequeños). Blitzy ama especialmente a su VAF, una especie de jet de ataque con 'piernas' estilo Gerwalk.
También hay otros robots bajo el mando de ZZ, conocidos solo como los "robots de batalla".

### Robots 3A de RM Corp
Aunque los robots de RM Corp carecen de personalidad, hay algunos tipos comunes.
- 3P: Un enorme robot verde que sirve como amplificador de poder para "MDB" (Massive Destruction Bot).
- Beast Bot: Un robot canino de propósito especial diseñado por el Dr. Hiss para rastrear y localizar a Ziv Zulander.
- Green Bot
Los Green Bots son los robots soldados estándar de la corporación. Tienen una armadura más fuerte que los Robots de seguridad y están mejor armados, con un cañón láser en un brazo y unas pinzas en el otro, pero se comportan de la misma manera.
- Humabot: Los Humabots son soldados cyborg mercenarios que trabajan para la corporación a cambio de mejoras robóticas.
- Massive Destruction Bot
El robot de destrucción masiva (o MDB) es una clase de robot perteneciente a las creaciones del Dr. Hiss. Aunque hay múltiples variantes, el prototipo original fue apodado "Goliat". Los MDB no hablan y generalmente requieren que los Zulanders desplieguen a Jungle Fiver para hacerles frente.
- Private Police Bot
También conocidos como "P.P.B." estos robots bien armados con armadura negra y morada son una versión más avanzada de los Green Bot y generalmente se usan para la protección personal de los empleados de la corporación pero ocasionalmente se envían para combate abierto cuando es necesario.
- Security Bot
Los robots de seguridad son los oponentes más comunes que ZZ y la Boyzz Brigade encuentran en la primera mitad de la serie. Diseñados para monitorear y patrullar áreas restringidas, tienen cámaras de seguridad expuestas en la cabeza que los Boyzz, especialmente Toolzz, suelen explotar para desmantelar.

## Lazer Time
Además de los créditos, cada episodio del programa tuvo un segmento en 3D de dos minutos. Usando un método llamado efecto Pulfrich, el segmento fue adecuado para los espectadores con o sin los anteojos especiales empaquetados con las figuras de acción basadas en la serie. Para informar a los espectadores que usen sus lentes, un personaje – normalmente Zulander – gritaba “¡Hora del Láser chicos!” ("Lazer Time, boyzz!"), seguido de una imagen de las gafas tridimensionales en la pantalla. Una vez que la secuencia 3-D terminó, ZZ gritaba "Game Over!" y una imagen de las gafas 3-D aparece una vez más en la pantalla, esta vez con un símbolo sin superponer sobre la misma. Para la serie Bots Master, el efecto fue producido por Nuoptix 3-D.

## Mercadería
Junto con la serie, una línea de juguetes de corta duración fue producida por Toy Biz bajo la licencia de C&D. Los juguetes fueron lanzados en tarjetas blíster, la línea incluía 16 figuras de acción de Ziv Zulander, Doctor Hiss, y Jungle Fiver entre otros. La producción luego fue discontinuada.

## Video para el hogar
Seis cintas VHS fueron lanzadas en la década de 1990, cada uno con un solo episodio y el título de ese episodio.
A partir de 2018, no ha habido lanzamientos de DVD de ningún tipo.